# 三越鹿児島店
三越鹿児島店（みつこしかごしまてん）は、鹿児島県鹿児島市呉服町に所在した三越の店舗である。この項目では前身の丸屋デパートについても説明する。

## 沿革

### 「丸屋」から「三越」へ
三越鹿児島店の前身は、1892年（明治25年）に創業した呉服商の丸屋である。衣料品を中心に取り扱う店であったが、1961年（昭和36年）に呉服町で地上3階、地下1階の丸屋デパートをオープンさせた。鹿児島市では山形屋、大見高島屋に次ぐ3番目の百貨店であった。1967年（昭和42年）には6階建てに増築したが、卸業者は伝統的な一番店・山形屋に遠慮して丸屋に一流の商品を卸さないなど、苦汁をなめていた。
これを克服するため、1973年（昭和48年）に三越と業務提携し都会的な雰囲気を取り入れようと試みた。1976年（昭和51年）に一部8階建てまで増築したのち、1983年（昭和58年）に資本提携も行って、翌1984年（昭和59年）に商号を鹿児島三越へ変更、10月25日にオープンさせた。1988年（昭和63年）にはティファニーが九州で初出店した。丸屋時代は最大で年間100億円の売上だったが、三越になってからは順調に売上を伸ばし、1995年（平成7年）のピークには190億円に達した。ライバルの山形屋も増床を行うなどして対抗し、その激しい戦いは「鹿児島百貨店戦争」と称された。

### 大型施設の登場〜衰退期
しかし、その後は売上が低下し始めた。鹿児島市では天文館が最大の繁華街で、買い物も食事も全てここに行くという一極集中型の構造であったが、郊外型の店舗ができるにつれてこの構図が崩れ始めた。特に大きな影響を与えたのが、九州新幹線鹿児島ルートの部分開業に伴い九州旅客鉄道（JR九州）の子会社が鹿児島中央駅に2004年（平成16年）にオープンさせた駅ビル・アミュプラザ鹿児島である。2002年（平成14年）の商業統計では、鹿児島市内の専門店の売上の地域別のシェアで天文館地区が60 パーセント、鹿児島中央駅地区は7 パーセントと圧倒的に天文館中心であったのに対し、2007年（平成19年）は天文館地区が43 パーセント、鹿児島中央駅地区が25 パーセントと天文館からの転移が起きた。さらに2007年にはイオン鹿児島ショッピングセンター）もオープンするなど、天文館全体が危機に晒された。
こうした危機に対して、地域全体の協調が進められた。2007年9月には、それまでライバルであった山形屋と初めて協力して合同イベント「百華繚乱祭」を開き、それぞれの店舗で両店の案内係が並んで客を迎えるという光景が見られた。また天文館地区全体で協力して鹿児島市電の天文館通電停で降りる客の運賃を全て負担して無料化するといった取り組みも行われた。

### リニューアル、そしてデパートの終焉

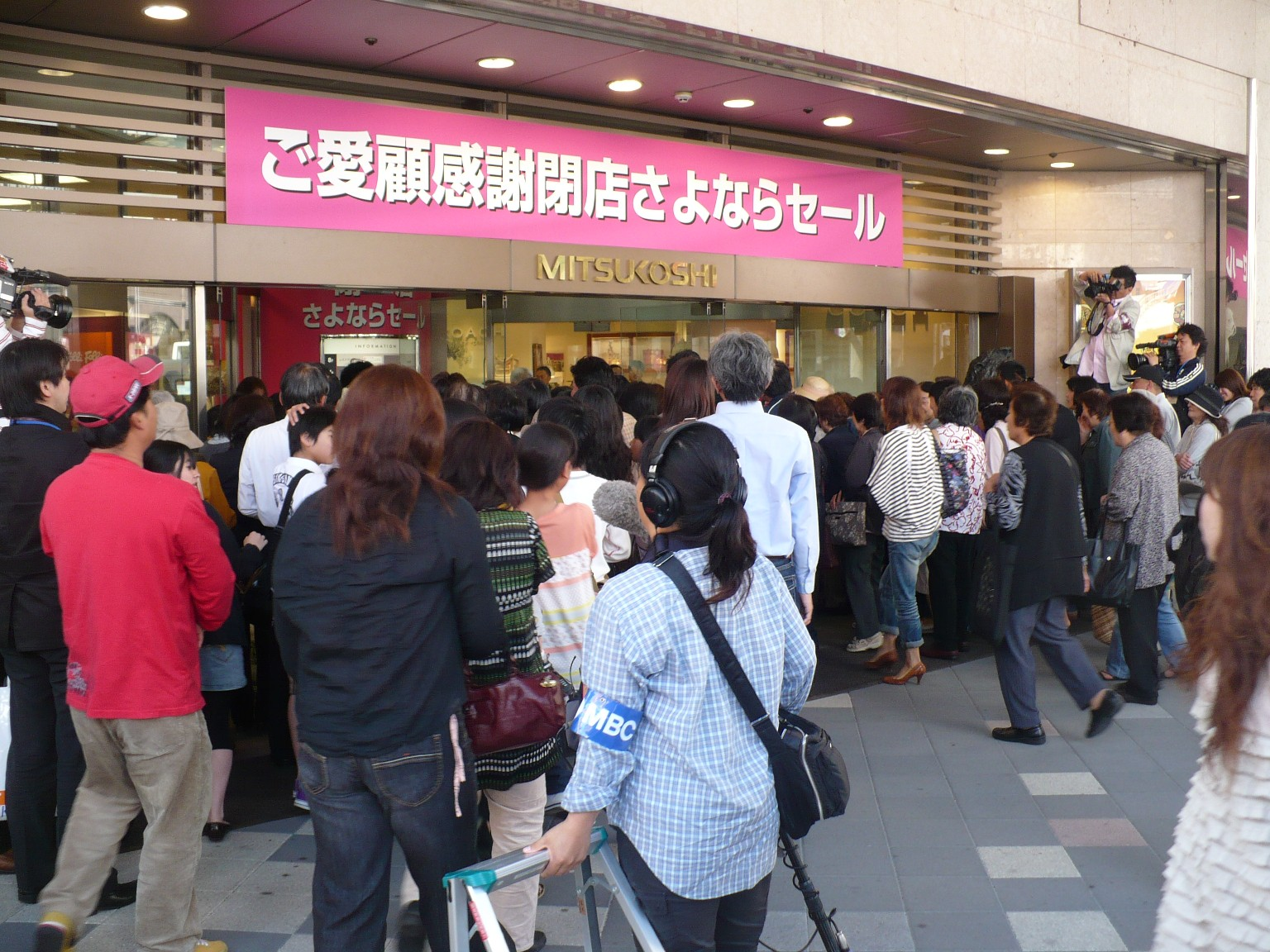
2009年5月6日、三越鹿児島店の最終営業日の開店直前の様子

三越自体も、2003年（平成15年）には三越グループの再編により鹿児島三越から三越鹿児島店となった。2007年3月には7階にフードテーマパーク「スイーツ庭園」を新設して集客を狙ったが、客が来たのは最初のうちだけですぐに減少し、また他の商品の販売への波及効果も小さかったという。全体的な改装を行っても採算が取れる見込みがなくなったため、2008年（平成20年）9月に閉店が発表され、2009年（平成21年）5月6日の営業を持って閉店。丸屋時代から数えて127年の歴史に幕を下ろした。2008年の売上は98億円まで減少していた。
商号変更後も三越へ土地・建物の賃貸を行っていた丸屋は店舗内の三越所有地を買収して改修を行い、2010年（平成22年）4月28日、跡地に複合型商業施設「マルヤガーデンズ」を開業させた。
道路を挟み存在していた三越鹿児島店・別館は取り壊され、ファミリーマート（南九州ファミリーマート運営）が営業している。